# 20番街駅 (BMTシー・ビーチ線)
20番街駅（20ばんがいえき、英: 20th Avenue）はブルックリン区の20番街の63丁目-64丁目間にあるニューヨーク市地下鉄BMTシー・ビーチ線の駅である。N系統が終日、W系統がラッシュ時に停車する。

## 駅構造
| G          | 地上階・駅舎               | 出入口 改札口、駅員詰所、メトロカード/OMNY自動販売機                                                                             |
| P ホーム階 | 相対式ホーム、右側扉が開く | 相対式ホーム、右側扉が開く |
| P ホーム階 | 北行緩行線                 | ← アストリア-ディトマース・ブールバード駅ゆき（18番街駅）                                                                        |
| P ホーム階 | 混雑方向急行線             | ← 定期列車なし |
| P ホーム階 | 中央線                     | → 路盤のみ |
| P ホーム階 | 南行緩行線                 | → コニー・アイランド-スティルウェル・アベニュー駅ゆき（ベイ・パークウェイ駅）→ ラッシュ時：86丁目駅ゆき（ベイ・パークウェイ駅）→ |
| P ホーム階 | 相対式ホーム、右側扉が開く | |

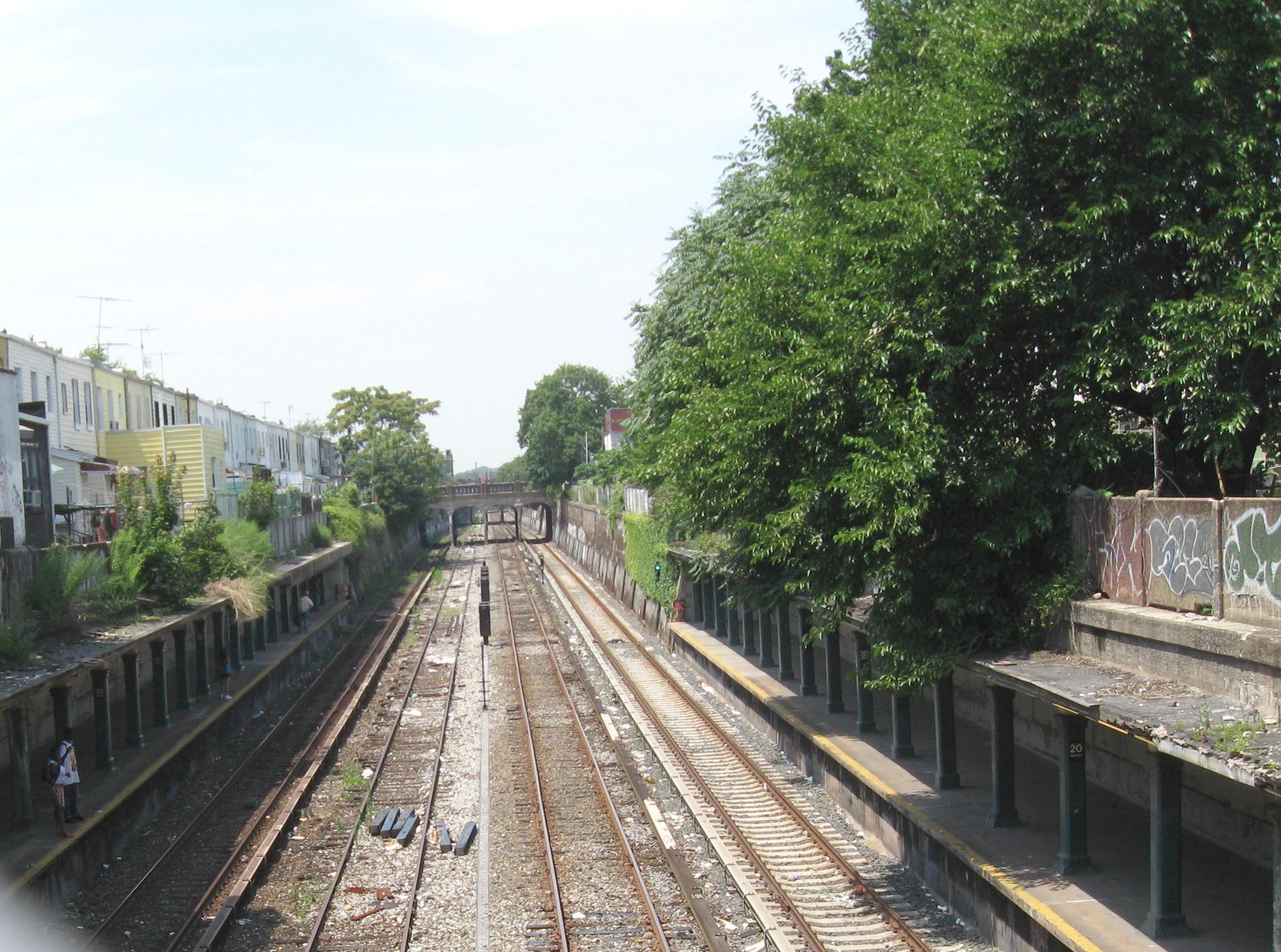
ホーム西端

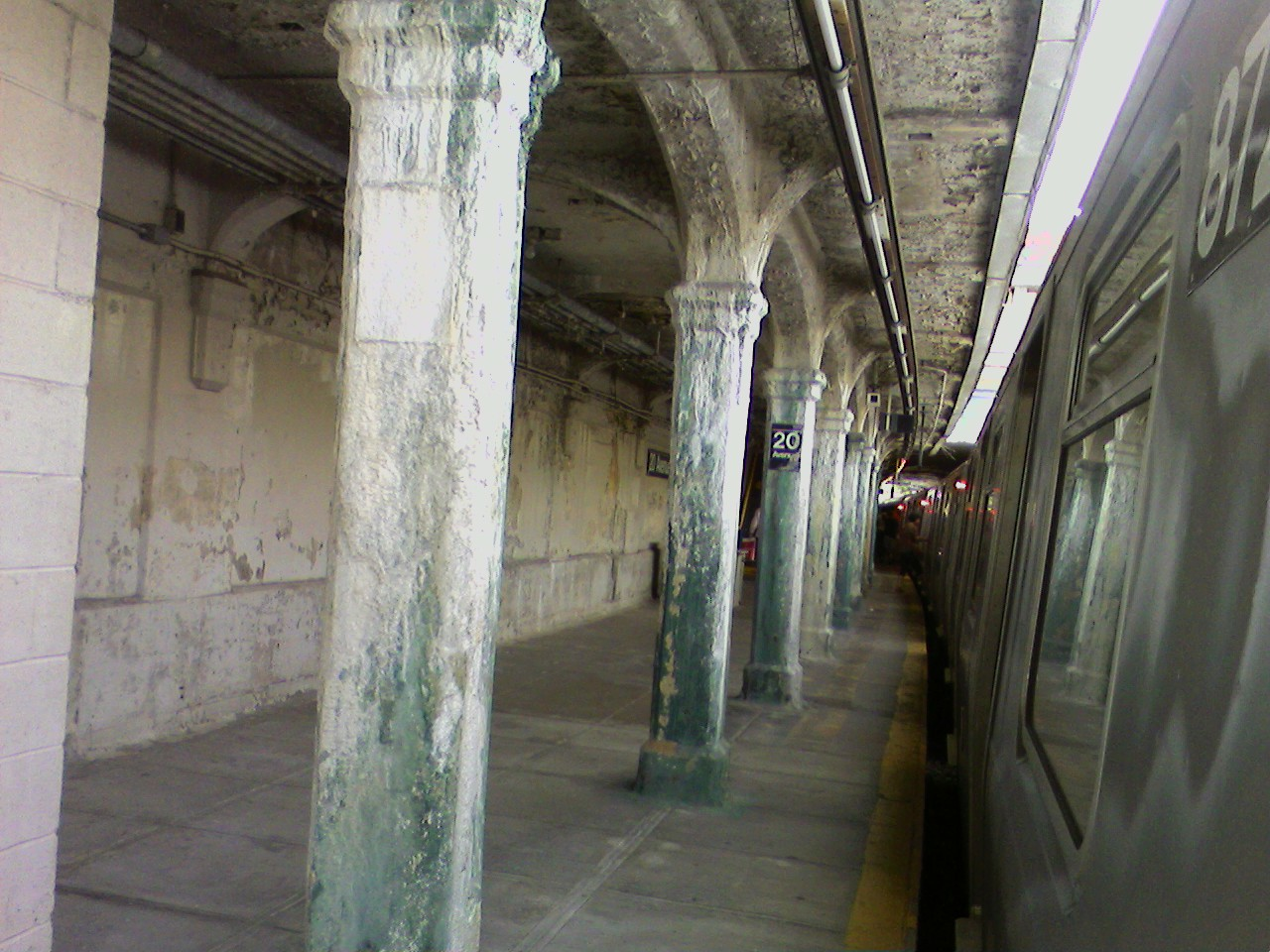
改装前の南行ホーム

駅は1915年6月22日に開業、相対式ホーム2面4線の掘割駅である。急行線は使用されていない。
2016年より改装工事が行われ、マンハッタン方面ホームが2016年1月18日から2017年5月22日まで改装された。コニー・アイランド方面ホームは2017年7月31日より行われ、2019年7月1日に終了している。

### 出口
ホーム南端に通じる改札から20番街に出ることができる。